# Madden NFL 23
Madden NFL 23 est un jeu vidéo de football américain basé sur la National Football League (NFL), développé par EA Tiburon et édité par Electronic Arts. Il s'agit du nouvel épisode de la longue série de jeux Madden NFL, sorti sur les plateformes Microsoft Windows, PlayStation 4, PlayStation 5, Xbox One et Xbox Series X/S dans le monde entier le 19 août 2022. L'ancien entraîneur-chef et commentateur John Madden, dont le jeu porte le nom, est la vedette en l'honneur de sa mort en décembre 2021. Cela marque également les débuts de la série sur Epic Games Store.

## Couverture
John Madden (qui est apparu pour la dernière fois sur la couverture de Madden NFL 2000), a été annoncé comme la star de la jaquette, lors du Madden Day (1er juin 2022) en l'honneur de sa mort le 28 décembre 2021. La couverture de la version next-gen est une photo de Madden célébrant sa victoire en tant qu'entraîneur-chef des Oakland Raiders au Super Bowl XI. L'édition All-Madden est basée sur la couverture du premier volet de la série, John Madden Football.

## Fonctionnalités
Le mode franchise comporte de nouveaux ajouts, notamment les outils de free agency et des facteurs commerciaux supplémentaires,. Les versions PS5 et Xbox Series X / S du jeu comprennent de nouvelles animations défensives, y compris des collisions en vol et des aides au tacle, ainsi qu'un mécanisme de passe plus précis en attaque. Le jeu propose également des vues de caméra de touchdown verrouillées par le joueur, des types de silhouettes de joueurs supplémentaires et des détails de stade améliorés. 
En juillet 2022, EA a mis en place une ligne téléphonique où les joueurs pouvaient appeler pour se plaindre que la note d'un joueur était trop basse. 